# پرادو وردی (تگزاس)
پرادو وردی (به انگلیسی: Prado Verde) یک منطقهٔ مسکونی در ایالات متحده آمریکا است که در شهرستان ال پاسو، تگزاس واقع شده‌است. پرادو وردی ۰٫۳ کیلومتر مربع مساحت و ۲۴۶ نفر جمعیت دارد و ۱٬۱۴۷ متر بالاتر از سطح دریا واقع شده‌است.